# Megapsyrassa chiapaneca
Megapsyrassa chiapaneca là một loài bọ cánh cứng trong họ Cerambycidae.